# صلاح مملکت خویش
صلاح مملکت خویش (ایتالیایی: A ciascuno il suo) یا ما هنوز به شیوهٔ قدیم می‌کُشیم (انگلیسی: We Still Kill the Old Way) یک فیلم ایتالیایی در ژانر درام به کارگردانی الیو پتری محصول سال ۱۹۶۷ است که بر پایهٔ رمانی به همین نام اثر لئوناردو شاشا ساخته شد.

## بازیگران
- جان ماریا ولونته
- ایرنه پاپاس
- گابریله فرزتی
- سالوو رندونه
- لوئیجی پیستیلی
- لارا نوچی
- لئوپولدو تریئسته
- ماریو اسکاچا
- والنتینو ماکی